# Złoty system liczbowy
Złoty system liczbowy – binarny, pozycyjny system liczbowy o podstawie złotej liczby
{\displaystyle \varphi ={\frac {1+{\sqrt {5}}}{2}}\approx 1{,}618033989}.
Zapis liczby w tym systemie nie jest jednoznaczny. Złota liczba spełnia równanie φ² = φ + 1, co oznacza, że podobnie jak w systemie Fibonacciego dwie jedynki na kolejnych miejscach możemy zastąpić jedynką na miejscu wcześniejszym (…011…= …100…). Standardowo zapisuje się liczby w postaci „bez dwu kolejnych jedynek”.

## Przykłady – liczby naturalne
- 1d = φ0 = 1z (indeks d oznacza system dziesiętny, indeks z – złoty)
- 2d = 2z = 1,11z = 10,01z
- 3d = 2d+1d = 10,01z+1z = 11,01z = 100,01z
- 4d = 3d+1d = 100,01z+1z = 101,01z
- 5d = 3d+2d = 100,01z+10,01z = 110,02z = 110,0111z = 1000,1001z
- 6d = 1010,0001z
- 7d = 10000,0001z
- 8d = 10001,0001z
- 9d = 10010,0101z
- 10d = 10100,0101z

korzystając z tego, że …0200…z = …1001…z znajdziemy zapis liczby 20d:
- 20d = 2*10d = 2*10100,0101z =20200,0202z =21001,021001z = 110001,110001z = 1000010,010001z

Spostrzeżenie: we wszystkich powyższych rachunkach korzystaliśmy tylko z tego, że ciąg …011… możemy zastąpić ciągiem …100… taka zamiana jest możliwa też w systemie o podstawie (1-√5)/2, bo ta liczba też jest pierwiastkiem równania x2 = x+1. Oznacza to, że dowolna liczba naturalna w systemie złotym i w systemie o podstawie (1-√5)/2 ma taki sam zapis (nie tyczy to wszystkich liczb). Liczba ta jest liczbą ujemną o module mniejszym niż 1, więc „prawie cała wartość” skupi się po przecinku na pozycjach parzystych. Wynika z tego, że wszystkie liczby naturalne większe niż 1 w zapisie w złotym systemie muszą mieć cyfry na parzystych miejscach po przecinku.

## Odpowiednik0,(9)w systemie dziesiętnym
Liczbę 1 możemy zapisać w systemie dziesiętnym jako 0,9999999(9)d. W systemie złotym zachodzą równości 1z = 0,11z = 0,1011z = 0,101011z = 0,101010101011z itd., zatem liczbę 1 można zapisać jako 0,10 10 10 (10)z

## Inne przykłady
0,010 010 010 (010)z + 0,010 010 010 (010)z = 0,020 020 020 (020)z = 0,011 120 020 020z = 0,100 120 020 (020)z = 0,101 010 020 020 (020)z = 0,101 010 011 120 (020)z = 0,101 010 100 120 (020)z = 0,101 010 101 010 (020)z = ... = 0,101 010 101 010 (101 010)z = 0,10 10 10 10 10 10 (10)z = 1.
Czyli 2*0,010 010 010 (010)z = 1, a to oznacza, że 1/2 = 0,010 010 010 (010)z.
Podobnie można pokazać, że:
1/3 = 0,00101000 00101000 (00101000)